# Mikel Rotaeche
Mikel Rotaeche y González de Ubieta (Bilbao, 1978) es doctor en Bellas Artes, profesor Ad Honorem de la facultad de Bellas Artes de la Universidad Complutense de Madrid, museólogo, especializado en conservación y restauración de arte contemporáneo, y escritor.

## Biografía
Bilbao, Vizcaya, mayo de 1978. Hijo de Don Manuel de Rotaeche y Amade y de Doña Carmen González de Ubieta y Carasa.
Nieto, por vía materna, de Don Francisco González de Ubieta y Abascal, autor de "Athletic de Bilbao: un club de leyenda, la leyenda de un club", comentarista deportivo en la Gaceta del Norte y uno de los primeros periodistas españoles acreditados en el Tour de Francia. Sobrino nieto, también por vía materna, de Don Luis González de Ubieta y González del Campillo, Almirante de la flota de la II República y gobernador de Mahón, de Don Carlos Haya y González de Ubieta, Capitán del ejército del aire del bando nacional, y de la excelentísima señora Doña Rosa Herrero Díaz, Dama Noble del real, ilustre, primitivo y noble Capítulo de la Merced. 
Por vía paterna es nieto de Don Manuel de Rotaeche y Sardo, autor de uno de los primeros manuales de conversación en euskera (Alkarrizketa: manual de conversación en euskera, 1979), y Doña Ana Amade Fournier. Al estallar la guerra civil española el matrimonio se vio forzado a huir, con sus dos hijos, primero a Francia (gracias a que su abuela era francesa), y desde ahí a Filipinas. Permanecieron en el exilio un total de once años y se vieron envueltos en el frente japonés de la Segunda Guerra Mundial. Pudieron regresar a España en 1947, una vez restablecido el transporte marítimo y tras demostrar que Manuel de Rotaeche no tenía antecedentes ni delitos de guerra.

### Formación
Recibió la educación general básica y secundaria en el Colegio La Salle de Deusto. En 1996 ingresó en la Facultad de Bellas Artes de la Universidad del País Vasco (UPV-EHU). En ella cursó la especialidad completa de Conservación y Restauración de Arte, con las cinco ramas existentes: pintura, escultura, documento gráfico, pintura mural y, finalmente, arte contemporáneo. Debido a esta circunstancia su permanencia en la facultad se alargó un año más, terminando en 2002.
El curso siguiente a licenciarse se matriculó en los cursos de doctorado sobre historia del arte pero tras un curso trasladó su expediente a los de conservación de arte contemporáneo, en su primera y única edición, ambos en la Universidad del País Vasco. Su tesis analizó la conservación de arte contemporáneo en la institución museística, con la obra artística cinematográfica como tema central. Obtuvo el grado de doctor en Bellas Artes con la calificación Cum Laude por unanimidad, bajo la dirección de la catedrática María Teresa Escohotado Ibor.

## Trayectoria profesional
En 2002, el año posterior a su licenciatura, obtuvo la beca anual de conservación del Museo Guggenheim Bilbao, el departamento de Conservación.
Tras su paso por el Guggenheim, se trasladó a Valencia. Ahí trabajó para el Instituto Valenciano de Arte Moderno (IVAM) en calidad de restaurador de pintura. Su estancia se interrumpió por la concesión de la beca anual de Restauración del Museo Nacional Centro de Arte Reina Sofía, en el que ingresó en enero de 2004. Cuatro años después, obtuvo una plaza de restaurador de pintura en el departamento de restauración del Museo Nacional Centro de Arte Reina Sofía.
Entre finales de 2004 y 2006 participó como investigador en el proyecto "Inside Installations", de subvención europea, en el que participaban también instituciones como la TATE Modern, el Institute for Conservation Nehterland (ICN) o el International Network for Conservation of Contemporary Art (INCCA). El proyecto tenía como metodología estudiar las instalaciones de arte y sus problemas para obtener, así, unos criterios unificados para su conservación y restauración. Fruto de este estudio y de las conferencias posteriores realizadas en el contexto del proyecto, su investigación académica se especializó en la conservación y restauración de nuevos medios(instalaciones, video arte y nuevas tecnologías).

### Docencia
En enero de 2008 comenzó a colaborar con el Instituto Superior de Arte de Madrid como profesor del Colegio de Museografía en las asignaturas de Criterios de conservación y restauración de obras de arte, dentro del Master de Museografia y gestión de exposiciones, y Nuevos retos en la conservación y restauración de arte contemporáneo, en la escuela de verano del centro
Su perfil docente se consolidó impartiendo conferencias en diferentes centros de formación como las Escuelas de Conservación y Restauración de Bienes Culturales de Madrid y de Asturias, la Fundación Gabarrón o la Universidad Complutense de Madrid, en esta última como profesor del master de Gestión de Patrimonio Histórico y Cultural.
En 2012 año fue nombrado profesor Ad Honorem del departamento de Pintura de la facultad de Bellas Artes de la Universidad Complutense de Madrid. Gracias a este reconocimiento pasó a centrar su labor docente en el Master oficial universitario (doctorado) de Preservación de Patrimonio, donde impartió conferencias sobre preservación de arte contemporáneo y ética en las instituciones museológicas.

### Divulgación
En 2007 publicó Transporte, depósito y manipulación de obras de arte, con la editorial Síntesis. El libro se convirtió en poco tiempo en texto de referencia gracias a que cubre una importante laguna en la formación sobre gestión de patrimonio.
En 2011, tras su participación en el proyecto de "Inside Installations", publicó Conservación y restauración de materiales contemporáneos y nuevas tecnologías, también con la editorial Síntesis de Madrid. Como con el título anterior, cubre un espacio teórico vacío en español y presenta, por primera vez, una metodología de diagnóstico e intervención que permiten solucionar los conflictos que existen entre la práctica de la conservación-restauración de arte contemporáneo y las nuevas corrientes de museología y museografía, que priman la exposición y difusión sobre la conservación e investigación. Como el título anterior, logró buenas críticas y pasó a ser considerado como un texto de referencia en la materia que aborda.
En 2012 participó en el congreso internacional, celebrada en Turín, Cosa cambia. Teorie e pratiche del restauro nell’arte contemporanea, con un conferencia sobre conservación de arte contemporáneo titulada Ethical conflicts in the conservation of contemporary art based on contemporary technology. Su contenido se publicó un año después en formato de libro y bajo el mismo título. Cada autor tuvo la oportunidad de ampliar el contenido de la conferencia impartida. En el caso de Rotaeche, pudo desarrollar en profundidad la importancia ontológica de los componentes tecnológicos adscritos a la obra de arte contemporánea (ya presente en su libro de 2011), que la contextualizan y la anclan a su momento histórico. Su investigación demostró que la tecnología usada por los artista no debería ser actualizada ya que se trata de un material artístico en sí mismo, seleccionado por el artista, y que permite al público apreciar la trascendencia y pertinencia de la obra. Sustituir o actualizar esta tecnología supondría disolver el nexo con su momento histórico y descontextualizarla.
En 2016, y ahondando en la crítica institucional y museológica, publicó, con la editorial Trea, Museología y conservación de arte contemporáneo. Un conflicto de intereses. Se trata de un ensayo en el que el autor analiza la realidad de la institución museológica y recupera su noción de servicio público pero desligada de los preceptos capitalistas de eficiencia y éxito de público. Reivindica, además, la docencia unificada de las disciplinas relacionadas con el Patrimonio (historia del arte, conservación y restauración, museología, gestión y difusión del patrimonio) como una de las herramientas necesarias para garantizar la preservación del patrimonio cultural y artístico. Defiende, por otro lado, la transformación y actualización de la actual oposición al cuerpo de conservadores facultativos de museos, generalista en su análisis, para crear cuerpos especializados desde el inicio y evitar que los profesionales que acceden a la función pública deban adquirir su experiencia de modo intuitivo según la van desarrollando. Algo que, según el autor, ahorraría costes y tiempo.
En 2021 publicó, con la editorial Síntesis, Ética y crítica de la conservación del patrimonio cultural. Un ensayo en el que analiza mediante el uso de la epistemología los fundamentos de la preservación cultural y de la filosofía clásica de arte. Para aplicar un punto de vista crítico incorpora un análisis post-colonialista que permite hacer emerger dinámicas etnocéntricas y europeizantes, o cuando menos occidentalizadoras, en todo el aparato internacional ligado a la preservación cultural. Según el autor, esto significa que hay otros patrimonios culturales que por el mero sesgo del sistema encargado de redactar las normas quedan en segundo plano. Destaca el caso del patrimonio mexicano, aportando dos ejemplos muy elocuentes. A diferencia de los títulos anteriores, en este no se centra en el arte contemporáneo sino en el concepto global de patrimonio cultural, ligado a la especie humana más que a una única cultura dominante.

### Reconocimientos
En abril de 2023 le fue concedido el premio a la trayectoria de la sección española del International Institute for Conservatión of Works of Arts (Reino Unido), por su aportación a la profesión, con mención especial a sus publicaciones. En concreto, por la dirección de la colección titulada Gestión, intervención y preservación del Patrimonio Cultural (editorial Síntesis), colección de referencia para la preparación de oposiciones a los cuerpos de ayudantes, técnicos y conservadores facultativos de museos (cuerpos específicos del Ministerio de Cultura español).

## Controversia
En febrero de 2006 varios periódicos de tirada nacional publicaron la noticia de que un informe, firmado supuestamente por Mikel Rotaeche, denunciaba que las condiciones de almacenamiento del Museo Nacional Centro de Arte Reina Sofía no cumplían con las condiciones mínimas para preservar la colección de arte del museo nacional.
Dicho informe provocó la comparecencia de la directora general del centro, Ana Martínez de Aguilar, en el congreso de los diputados el 14 de marzo de 2006. La comparecencia respondía al malestar existente en torno a la gestión de la directora general y a una campaña mediática organizada desde sectores contrarios que trataban de dejar en evidencia su proyecto museográfico magnificando incidencias, como por ejemplo el caso de la supuesta gotera que daño una obra de Juan Grís, en septiembre de 2005. Ese mismo año (2006), Martínez de Aguilar dio a conocer a la opinión pública la desaparición, años antes de su llegada al centro, de una escultura de Richard Serra de gran formato, Equal Parallel/Guernica-Bengasi (1986). Este triste capítulo de la institución, a pesar de ser conocido por el sector profesional y por diferentes directores del centro, se mostró como el punto álgido de su "mala" gestión.
El informe filtrado por la prensa, a pesar de ser original en su mayor parte, estaba manipulado para presenta a Mikel Rotaeche como coautor del mismo junto a otra restauradora, también del Reina Sofía. El contenido se presentó tergiversado para crear la ilusión de que el mismo se redactó de forma autónoma e independiente por dos empleados críticos, y presuntamente contrarios a la dirección general de aquel momento, para poner de manifiesto un déficit en la gestión de la institución. En realidad se trataba de un trabajo encargado por la propia dirección del museo y de este modo se trataba de crear la falsa imagen de que los empleados del museo estaban en contra del equipo directivo.
El Museo Nacional Centro de Arte Reina Sofía publicó una breve nota de prensa defendiendo el trabajo realizado por su equipo, lamentando el uso irresponsable de información confidencial y denunciando la manipulación de un informe interno que, además, no tenía autores al ser interdepartamental, es decir, redactado por un amplio equipo de técnicos. Sin embargo el desprestigio de la institución era tal que este incidente provocó la comparecencia de la directora general ante la comisión de cultura del congreso de los diputados.
En septiembre de 2007 Ana Martínez de Aguilar dimitió de su puesto en un clima general hostil. A pesar de la fuerte polémica, y de sus consecuencias, nunca se ha dado a conocer el nombre de los responsables de la filtración.
En octubre  de 2008, y coincidiendo con la obtención de su plaza indefinida en el museo, una cuenta de correo falsa asociada al nombre y puesto de Rotaeche difundió información personal sensible dentro del servidor de correo interno del Museo Nacional Centro de Arte Reina Sofía. La Unidad de Delitos Telemático de la Policía Nacional (en aquel momento aún emergente en cuanto a medios) no logró identificar al o a los responsables del delito. La investigación terminó en 2010 al no lograr información concluyente. El director del museo, Manuel Borja-Villel, se negó a promover una investigación más exhaustiva del suceso, a pesar de los antecedentes de 2006 y su vinculación. Este se puede considerar como uno de los primeros casos de acoso laboral documentado en el ámbito museístico español.

## Publicaciones
-Proyecto de Preservación y presentación de instalaciones de Arte. 2005, Editorial del Ministerio de Cultura Español. ISBN 84-86026-283-4
-Videoarte: la evolución tecnológica. Nuevos retos para la conservación. 2006, Editorial del Ministerio de Cultura Español. ISBN 978-84-8026-349-B.
-Metodología para la conservación y restauración de Arte Contemporáneo: La relación entre el artista y el restaurador. Julio de 2007. Facultad de Bellas Artes de la Universidad del País Vasco (UPV-EHU).
-Transporte, depósito y manipulación de obras de arte. 2007, Editorial Síntesis. ISBN 978-84-975652-3-3.
-Investigar, conservar y restaurar. Metodología de intervención sobre soportes electrónicos. 2011, Ministerio de Cultura y GE-IIC, Madrid. ISBN 9788480264471.
-Conservación y restauración de materiales contemporáneos y nuevas tecnologías. 2011, Editorial Síntesis, Madrid. ISBN 9788497567299.
-Metodología de intervención sobre soportes electrónicos. Revista Pátina. Septiembre 2011. época II. Nº 16. ISSN 1133-2972.
-Conflictos éticos en la intervención de arte contemporáneo con tecnología electrónica. Criterios de calidad en intervenciones. 2012, Universidad Complutense de Madrid y GE-IIC, Madrid. ISBN 978-84-615-8338-6.
-Cosa cambia. Teorie e pratiche del restauro nell’arte contemporanea, M. C. Mundici y A. Rava (editores), 2013, Skira, Turín. EAN: 9788857218649.
-Museología y conservación de arte contemporáneo. Un conflicto de intereses, 2016, editorial Trea, Gijón. ISBN 978-84-9704-959-7.
-Ética y crítica de la conservación del patrimonio cultural, 2021, editorial Síntesis, Madrid. ISBN  978-84-1357-113-3.